# Grocholscy herbu Syrokomla

Syrokomla herb Grocholskich

herb Grocholski Hrabia przysługujący hrabiowskiej linii Grocholskich.

Grocholscy herbu Syrokomla – polski ród szlachecki.

Grocholscy budowali piękne pałace włoskiej architektury, noszące cechę czasów Stanisława Augusta; niemi ozdobili dziedziczne miasteczka Sudyłków, Hryców na Wołyniu, w Bracławskiém Woronowicę, Strzyżawkę, Pietniczany. Mieli tam kaplice raczej kościółki. Odznaczali się pobożnością. (...) Ta rodzina wiedzie swój początek z Krakowa. W XVI wieku na Podolu się zjawili, byli dziedzicami Grabowa.

## Przedstawiciele rodu
- Adam Remigiusz Grocholski – podpułkownik dyplomowany Wojska Polskiego, pułkownik AK,
- Antoni Grocholski – komisarz cywilno-wojskowy województwa bracławskiego, targowiczanin,
- Franciszek Ksawery Grocholski – podkomorzy królewski, poseł na Sejm Czteroletni, targowiczanin,
- Jan Nepomucen Grocholski – prezes sądów guberni podolskiej, targowiczanin,
- Ksawery Grocholski, ps. Leonard,
- Marcin Grocholski – członek Sejmu Czteroletniego, wojewoda bracławski,
- Kazimierz Grocholski – pierwszy minister do spraw Galicji w rządzie Austrii,
- Maria Grocholska – karmelitanka,
- Michał Grocholski – konsul generalny RP w Chicago.
- Remigian Michał Grocholski – pułkownik królewski, chorąży bracławski.

## Pałace

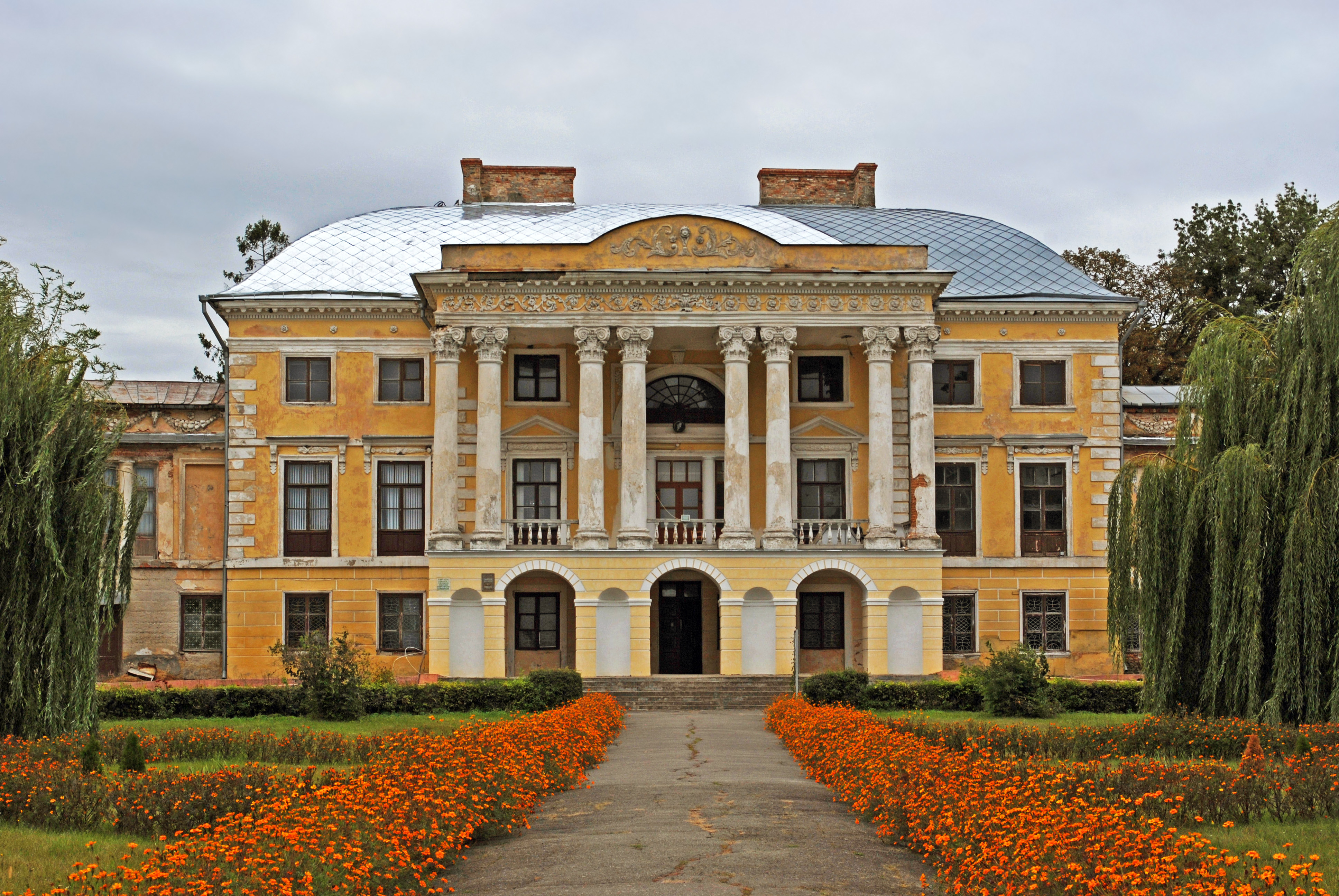
Pałac w Woronowicy
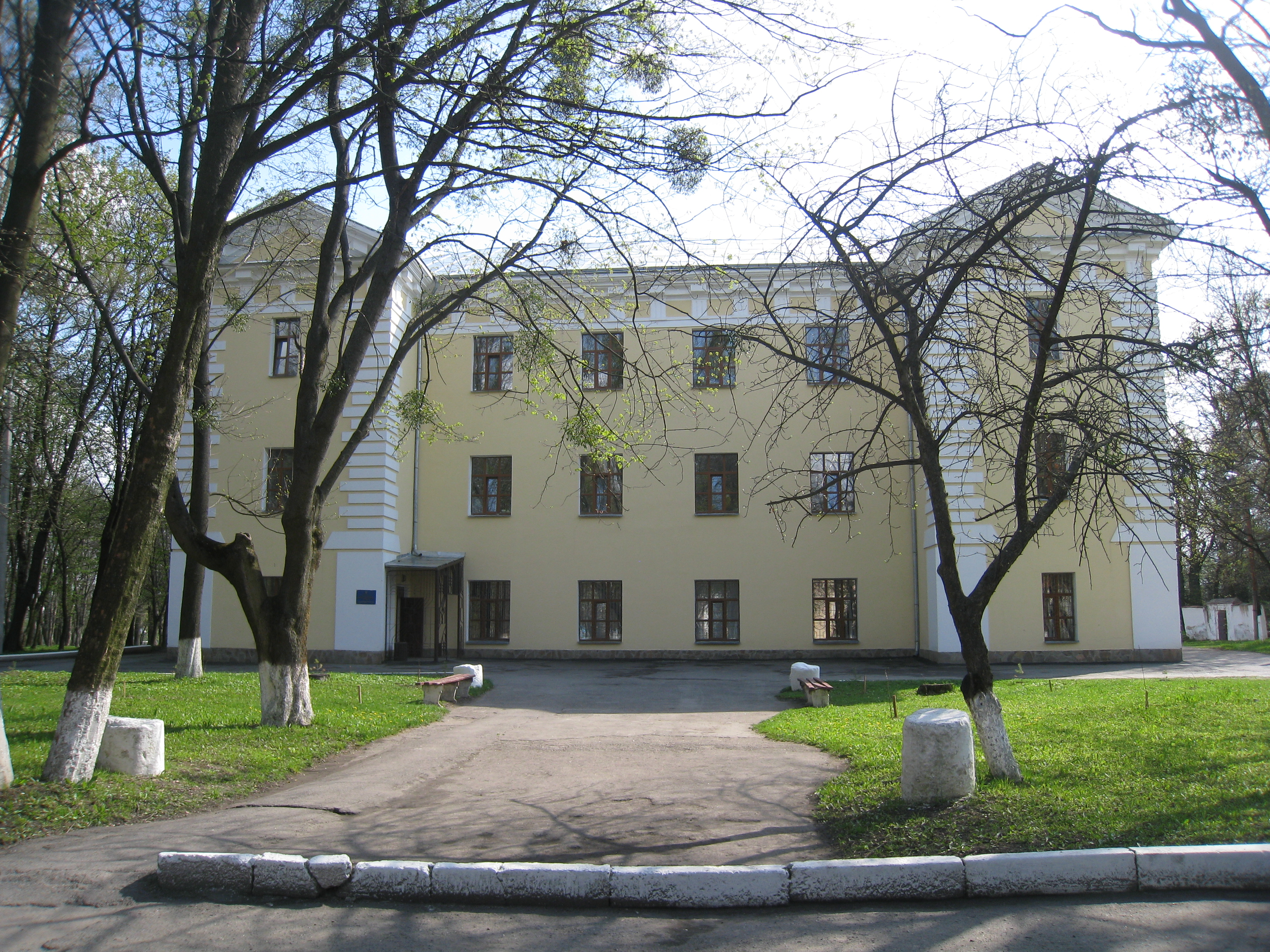
Pałac w Pietniczanach Winnickich
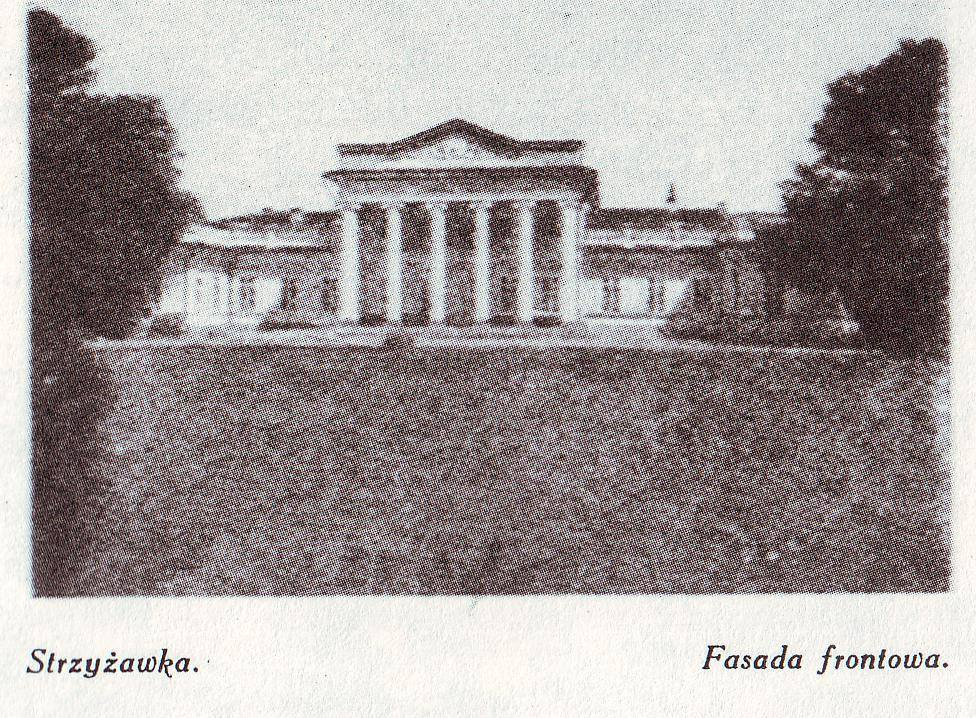
Pałac w Stryżawce (niezachowany)
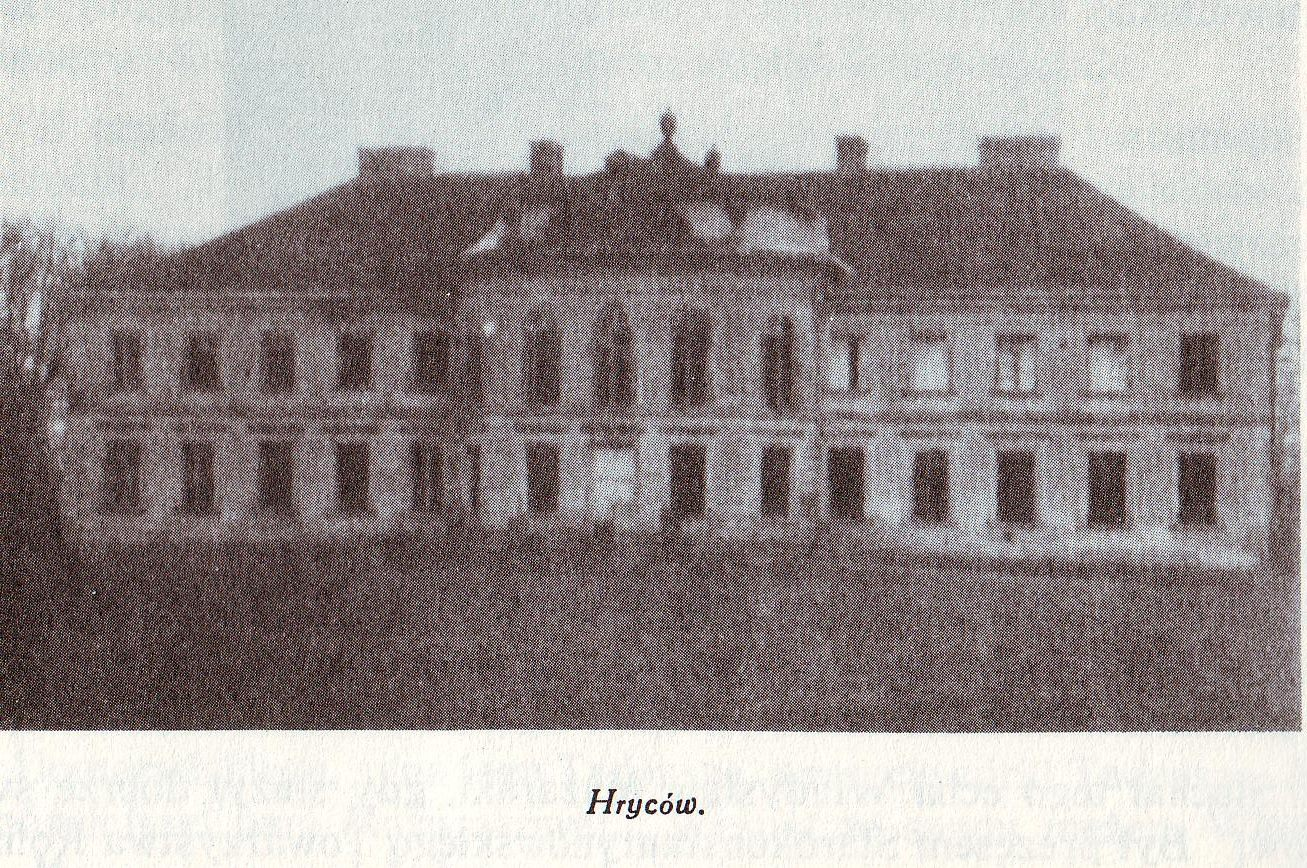
Pałac w Hrycowie
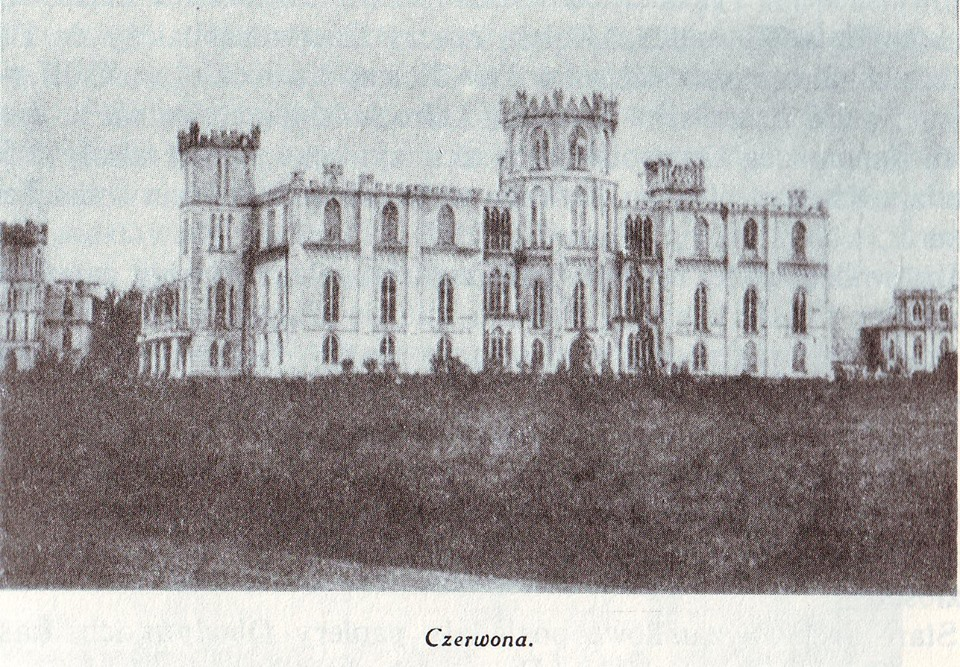
Pałac w Czerwonej (niezachowany)

Inne:
- Pałac w Sudyłkowie (niezachowany)